# Batista (teixit)

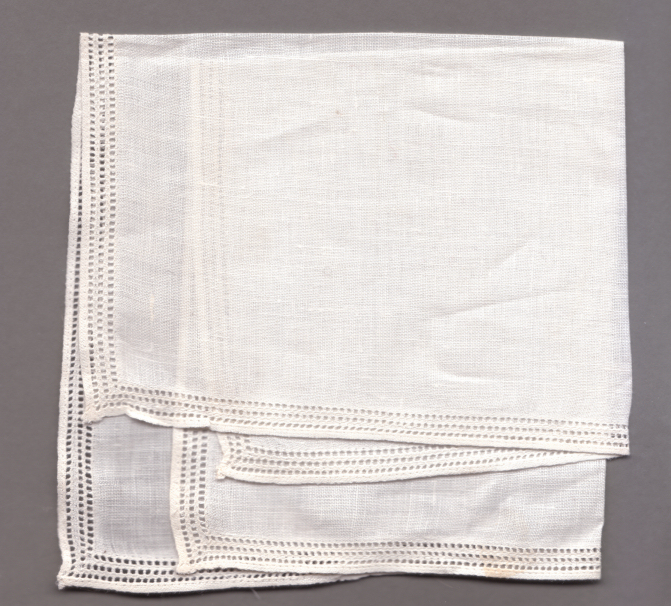
Mocador rivetejat amb calats.

La batista és una tela fina amb lligat de plana, feta de lli o cotó d'ordit ferm obtinguda per un procés de calandratge, amb una superfície lleugerament setinada. S'empra principalment en la confecció de robes fines: camises, mocadors, llenceria i brodats. La batista moderna es continua fabricant amb lli o cotó, a la qual també es poden afegir fibres sintètiques.
El nom prové d'un cert «Baptiste», un teixidor del Comtat de Cambrai (avui a França) el primer fabricant d'aquesta tela al segle xiii.